# William Parsons
Pour les articles homonymes, voir Parsons, Rosse et William Parsons (5e comte de Rosse).
William Parsons dit lord Rosse (17 juin 1800 – 31 octobre 1867), 3e comte de Rosse, est un riche astronome irlandais qui se fait construire un gigantesque télescope, le plus grand du monde à l'époque (1845)..

## Biographie
Né à York, il étudie au Trinity College (Dublin) et au Magdalen College (Oxford).
William Parsons se marie en 1836 avec Mary Rosse, astronome amateur et photographe. Ils ont quatre enfants :
- Lawrence Parsons (1840 – 1908) astronome ;
- Révérant Randal Parsons (1848 – 1936) ;
- Richard Clere Parsons (1851 – 1923) ;
- Charles Algernon Parsons, ingénieur et inventeur de la turbine à vapeur.

Il devient membre de la Royal Society le 8 décembre 1831, qu'il préside de 1848 à 1854.

## Travaux
Son télescope mesure 183 cm de diamètre pour environ 17 m de focale. L'appareil portait un nom tout trouvé, vu ses dimensions : le Léviathan de Parsonstown. Ce télescope a été reconstruit à l'identique en 1996. Lord Rosse put faire de nombreux dessins grâce à ce télescope, lesquels sont fort ressemblants aux photographies actuelles. C'est à lui que l'on doit la dénomination de nébuleuse du Crabe, (l'objet M1 du catalogue Messier) en raison des nébulosités très caractéristiques de l'objet qui lui ont fait penser à un crabe.
Il a également effectué les premiers dessins de nombreuses galaxies (alors appelées « nébuleuses »), étant le premier à mettre clairement en évidence leur morphologie, en particulier la structure des galaxies spirales. Les deux premières « nébuleuses spirales » ainsi identifiées furent M51 en 1845 (qu'il baptisa Whirlpool Galaxy, ou galaxie du Tourbillon), puis M99 trois ans plus tard.
Il nomme « NGC 5906 » plus tard NGC 5907 une galaxie découverte par William Herschel.

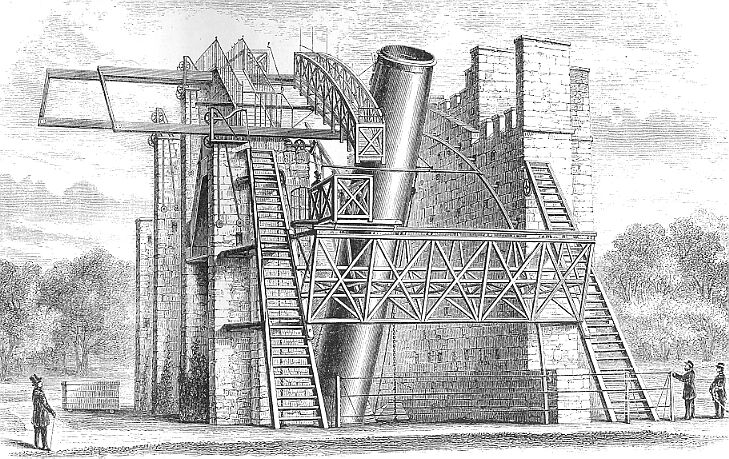
Le Léviathan de Parsonstown.
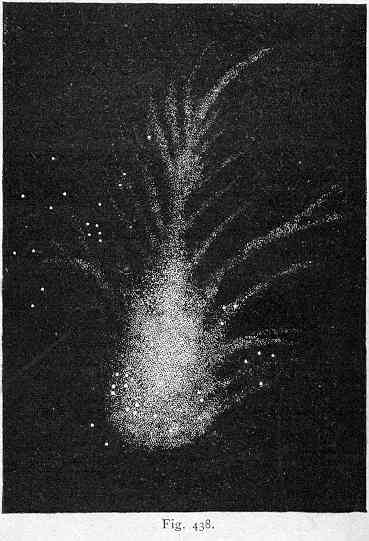
La « Nébuleuse du Crabe » M1, telle qu'elle fut publiée par William Parsons en 1844.
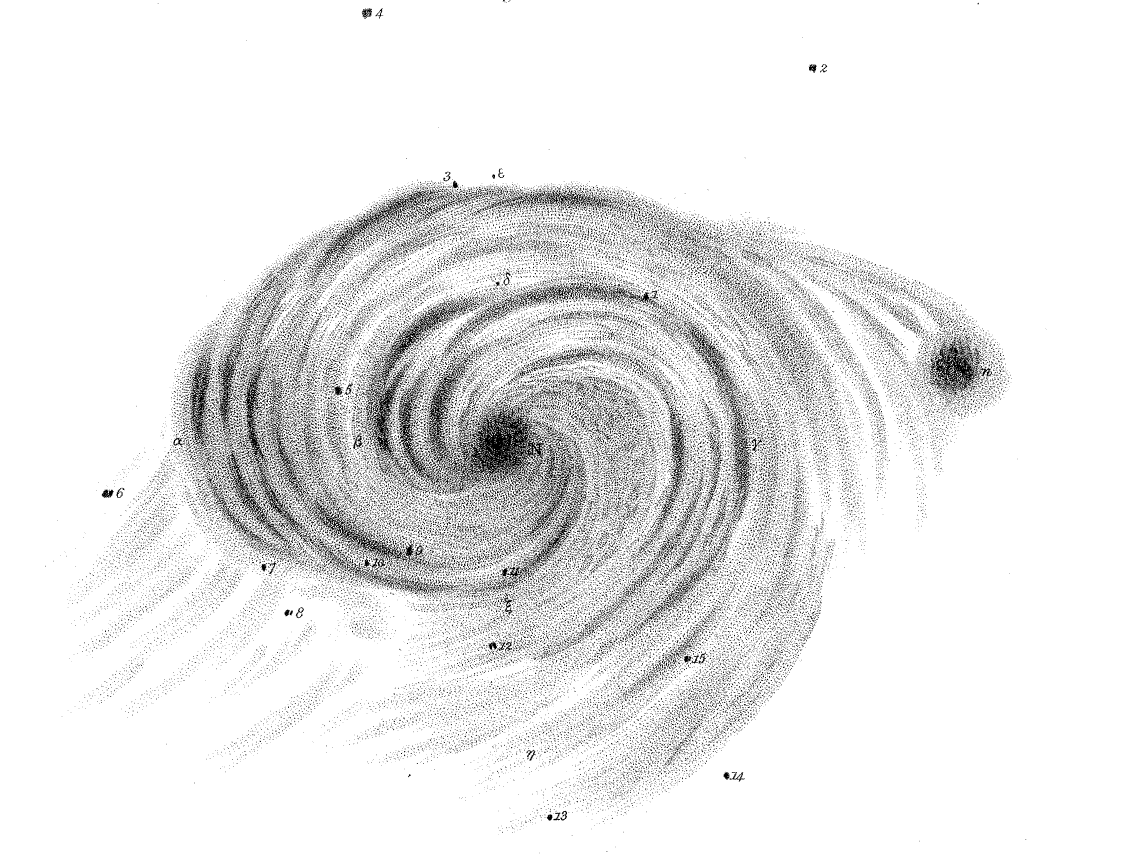
La « galaxie du Tourbillon » M51, telle qu'elle fut publiée par William Parsons en 1850, qui a mis en évidence la structure spirale des galaxies.
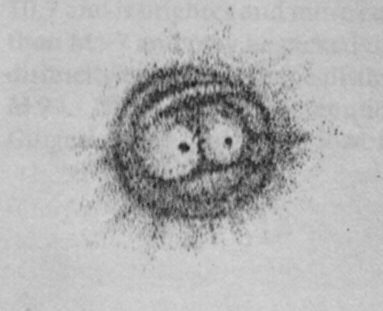
M97, telle qu'elle fut publiée par William Parsons, et qui a donné naissance au terme « nébuleuse planétaire ».